# Marjan Luif
Pour les articles homonymes, voir Marjan.
Marjan Luif, née Maria Anna Martina Luif le 25 novembre 1947 à Amsterdam,, est une actrice néerlandaise.

## Filmographie

### Cinéma
- 1991 : Mevrouw Ten Kate (nl) en het Beest in de Mens : Mme Ten Kate
- 1993 : De marionettenwereld de Elbert van Strien : La secrétaire[3]
- 1995 : De tasjesdief (nl) de  Maria Peters[4]
- 1997 : De baby en de bakfiets de Lodewijk Crijns : Liesbeth[5]
- 1998 : Een echte hond (nl) : Tante van Tessa
- 2002 : Pietje Bell : Tante Cato
- 2003 : Pietje Bell 2: De Jacht op de Tsarenkroon : Tante Cato
- 2003 : De Grotten van Han van Vloten : Werkster
- 2005 : Vet hard (nl) : Bankbediende
- 2014 : Wiplala de Tim Oliehoek : Emilia[6]

### Téléfilms
- 1987-1991 : Mevrouw Ten Kate (nl): Mme ten Kate
- 1990 : Jiskefet (nl) : Diverse Rôles
- 1991 : Ha, die Pa! (nl) : Lydia Van der Laan
- 1993 : Het zonnetje in huis (nl) : Mme De Vries
- 1993 : Pleidooi (nl) : Mme Frigge
- 1996 : Luif (nl) : Rôle inconnu
- 1998 : Otje (nl) : Tante Mies
- 1998 : Baantjer: Mme Harskamp
- 2002 : Kwartelhof : Le femme politique
- 2003 : Goede tijden, slechte tijden : Madeleine DuPont
- 2004 : Hoe?Zo! (nl) : Mme Dodeman
- 2004-2016 : Koefnoen (nl) : Mme De Cock
- 2009 : Gooische Vrouwen : Mme Stubbe
- 2010 : De Co-assistent (nl) : Mme Van Tuijl
- 2017 : B.A.B.S. (nl) : Beatrix

## Crédits
- (nl) Cet article est partiellement ou en totalité issu de l’article de Wikipédia en néerlandais intitulé « Faas Wijn » (voir la liste des auteurs).